# Plocoglottis tropidiifolia
Plocoglottis tropidiifolia är en orkidéart som beskrevs av Johannes Jacobus Smith. Plocoglottis tropidiifolia ingår i släktet Plocoglottis och familjen orkidéer. Inga underarter finns listade i Catalogue of Life.